# Si venós dural
Els sins venosos durals (també anomenats sins durals, sins venosos cerebrals, sins cerebrals, sins venosos cranials o sins cranials) són canals venosos que es troben entre les capes endòsties i meninges de la duramàter en l'encèfal. Reben sang de les venes cerebrals, reben líquid cefalorraquidi (LCR) de l'espai subaracnoidal mitjançant vellositats aracnoidals i es buiden principalment a la vena jugular interna.

## Sins venosos

Sins venosos durals acolorits en blau.
(Mireu la correspondència dels números amb els de la tercera columna de la taula de l'esquerra.)
12: Falç del cervell. 13: Tenda del cerebel. 14: Plexe basilar. 15: Bulb superior de la jugular interna.

| Nom                 | [ a ] | [ b ] | Drena a                                                                 |
| Anterior            |       |       |                                                                         |
| Si esfenoparietal   | 2     | 5     | Si cavernós                                                             |
| Si cavernós         | 2     | 6     | Sins petrosos superiors i inferiors                                     |
| Línia mitja         |       |       |                                                                         |
| Si sagital superior | 1     | 1     | Normalment es converteix en si transvers dret o confluència de sins     |
| Si sagital inferior | 1     | 2     | Si recte                                                                |
| Si recte            | 1     | 3     | Normalment es converteix en si transvers esquerre o confluència de sins |
| Posterior           |       |       |                                                                         |
| Si occipital        | 2     | 10    | Confluència de sins                                                     |
| Confluència de sins | 1     | 11    | Sins transversos dret i esquerre                                        |
| Lateral             |       |       |                                                                         |
| Si petrós superior  | 2     | 8     | Si transvers                                                            |
| Si transvers        | 2     | 4     | Si sigmoide                                                             |
| Si petrós inferior  | 2     | 7     | Vena jugular interna                                                    |
| Si sigmoide         | 2     | 9     | Vena jugular interna                                                    |

1. ↑  Nombre de sinus
2. ↑  Correspondència amb la imatge de la dreta